# Comité national des pêches maritimes et des élevages marins
Le Comité national des pêches maritimes et des élevages marins (CNPMEM), appelé aussi Comité national des pêches, est l'unique syndicat interprofessionnel des professions du secteur de la pêche et des élevages marins français qui défend les intérêts de la pêche maritime professionnelle française. 
Cette association est reconnue par les pouvoirs publics français depuis un arrêté du 5 novembre 1992. C'est un organisme de droit privé chargé de missions de service public.

## Rôle et activités
Le CNPMEM représente l'ensemble des pêcheurs français auprès des pouvoirs publics, jouant un rôle analogue à celui de la Fédération nationale des syndicats d'exploitants agricoles (FNSEA) pour les agriculteurs. À la différence qu'elle est la seule structure représentative de la filière.
L'organisation participe à la gestion des ressources halieutiques, notamment lors de la définition de règles d’encadrement de certaines pêcheries, il participe aux politiques publiques de protection de l’environnement, en faveur d’une pêche durable et responsable.
Depuis une réforme de 2010, il peut exercer les missions des centres techniques industriels et émet, dans le domaine social, des avis dans le cadre de l’élaboration des dispositions législatives et règlementaires.
Le CNPMEM est financé par des contributions volontaires obligatoires auprès des professionnels du secteur. En 2010, ce montant s'élève à hauteur de 1 751 000 euros. 
Pour sortir en mer, les pêcheurs ont besoin de quotas et de licences de pêches qui sont gérés directement ou indirectement par l'organisme. Ceci crée une dépendance que Claire Nouvian, directrice de l'association Bloom, qualifie de « système féodal ».
Courant 2023, le mouvement des « pêcheurs en colère » réclame des changements au niveau de l’interprofession de la pêche, notamment la dissolution du CNPMEM et de son président, Olivier Le Nézet, accusé de défendre les intérêts de l'industrie de la pêche minoritaire au détriment des pêcheurs artisanaux majoritaire,.

## Fonctionnement
Le Comité national des pêches maritimes et des élevages marins est composé de représentants de 14 comités régionaux de pêches maritimes et de l'élevage marin (CRPMEM), de 12 comités départementaux (CDPMEM) ou interdépartementaux et de nombreux comités locaux (CLPMEM) de chefs d'entreprises des pêches et des élevages marins, d'organisations de producteurs et de coopératives maritimes répartis sur toutes les façades du territoire métropolitain et d'outre-mer.
Les membres sont nommés par arrêté du ministre chargé de la pêche.

## Critiques
Les taux de participation des pêcheurs aux comités des pêches de 2022 sont jugées faibles, avec la participation de 4 350 salariés, chefs d’entreprises embarqués ou non et représentants des entreprises de pêche à pied ou d’aquaculture ; soit 12 % en Bretagne, 13 % en Normandie, 9 % dans les Pays de la Loire.
L’organisation est structurellement et légalement favorable aux industriels. C'est le cas pour la zone d’implantation du futur parc éolien en mer Bretagne Sud. Il exerce une activité de lobbying au niveau national et européen, jugée importante par Mediapart à la vue de sa taille, pour un montant de 100 000 à 200 000 euros.

## Directions

### Présidences
- Gérard Romiti[7]
- Olivier Le Nézet[1],[8]

### Directions générales
- Philippe De Lambert des Granges[9]